# Война динозавров
«Война́ диноза́вров» (англ. D-War, Dragon Wars) — фэнтезийный боевик 2007 года, в главных ролях которого снялись Джейсон Бер, Аманда Брукс, Роберт Форстер, Айми Гарсиа и Крэйг Робинсон. 
Премьера фильма «Война динозавров» в Южной Корее состоялась 1 августа 2007 года, в России фильм вышел на экраны 27 декабря 2007 года.

## Сюжет
Давным-давно на земле жили огромные змеи, которые назывались Имуги. Согласно древним корейским легендам, они жили в небе над землёй, и каждые 500 лет один Имуги получал награду за свои подвиги — шанс превратиться в небесного дракона. И для того, чтобы стать небесным драконом, Имуги должен был получить от небес дар Ёыйджу. Эта великая сила превращает Имуги в дракона. Но когда-то среди великих змеев появился злой змей Бураки. Он решил похитить Ёыйджу. Его последователи захотели обладать великой силой, и это не могло остаться без последствий. Было решено спрятать Ёыйджу. Всё, что могло сделать небо — это послать лучших своих воинов, чтобы защитить Ёыйджу от воинов Бураки любой ценой. Но они не учли того, что злой Бураки тоже знал, где искать Ёыйджу. Сила вошла в родившуюся девочку в корейской семье. Когда девушке исполнилось 20 лет, сила Ёыйджу полностью сформировалась. Она обладала силой, чтобы превратить Имуги в дракона. Дитя несёт на себе знак Красного Дракона.
В свои 20 лет Нарин стала не просто прекрасной женщиной, но и хорошо обученным воином. В неё влюбился юноша Харам. Злобный Бураки собрал своих воинов и напал на селение, где жила Нарин. В тот день Харам презрел волю богов и бежал с Нарин, но Бураки гнался за ними, пока им не оставалось ничего, кроме как прыгнуть со скал в море, где вместе погибли. И Бураки потерял возможность стать всемогущим драконом. Именно поэтому он ждал новой возможности и 500 лет спустя появился в Лос-Анджелесе.
Харам и Нарин получили второй шанс исполнить своё предназначение, родившись 500 лет спустя в телах журналиста Итана Кендрика и девушки Сары. Бураки и его последователи преследовали Сару, сея ужас и разрушая Лос-Анджелес. Бураки командует многочисленными динозавроподобными монстрами, которых используют его последователи (в том числе и крылатыми рептилиями, похожими на западных драконов). Возможно, именно это послужило причиной того, что оригинальное название «Войны драконов» на русский язык было переведено как «Войны динозавров».

## В ролях
| Актёр          | Роль         |
| -------------- | ------------ |
| Джейсон Бер    | Итан Кендрик |
| Аманда Брукс   | Сара Дэниелс |
| Роберт Форстер | Джек         |
| Айми Гарсиа    | Брэнди       |
| Крэйг Робинсон | Брюс         |